# Рассадники (Псковская область)
Рассадники — деревня в центральной части Порховского района Псковской области. Входит в состав сельского поселения «Туготинская волость».
Расположена в 23 км к западу от города Порхов и в 7 км к западу от волостного центра Туготино.
Численность населения составляет 13 жителей (2000 год).